# グルタチオンアミドレダクターゼ
グルタチオンアミドレダクターゼ（glutathione amide reductase）は、次の化学反応を触媒する酸化還元酵素である。
2 グルタチオンアミド + NAD+ {\displaystyle \rightleftharpoons } グルタチオンアミドジスルフィド + NADH + H+
反応式の通り、この酵素の基質はグルタチオンアミドとNAD+、生成物はグルタチオンアミドジスルフィドとNADHとH+である。
組織名はglutathione amide:NAD+ oxidoreductaseで、別名にGARがある。